# Serica delicata
Serica delicata är en skalbaggsart som beskrevs av Dawson 1922. Serica delicata ingår i släktet Serica och familjen Melolonthidae. Inga underarter finns listade i Catalogue of Life.